# Franz Paul Fiebrich

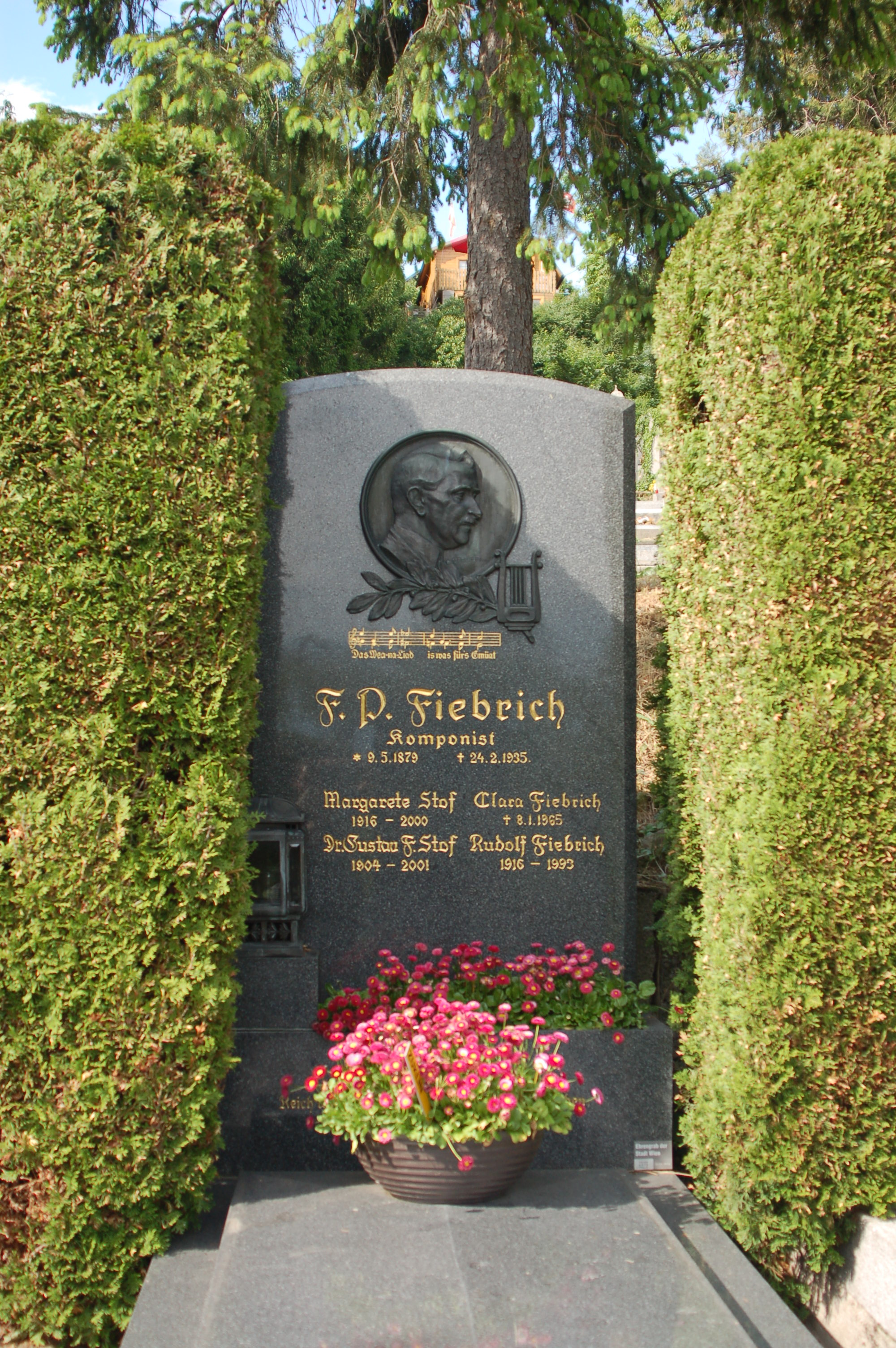
Grabmal von Franz Paul Fiebrich

Franz Paul Fiebrich (* 9. Mai 1879 in Wien; † 2. Februar 1935 ebenda) war ein österreichischer Komponist von Wienerliedern, Volkssänger, Chorleiter und Dichter.

## Leben
Fiebrich wurde im 5. Wiener Gemeindebezirk, in der Hofgasse Nummer 3, als Sohn eines Werkmeisters geboren. Nachdem die Familie in den 3. Wiener Gemeindebezirk übersiedelte, erhielt er im Alter von sechs Jahren für ein halbes Jahr seinen ersten Klavierunterricht. Danach bildete er sich autodidaktisch weiter.
Nach dem Abschluss von Volks- und Bürgerschule begann er, aufgrund seines zeichnerischen Talentes, eine Ausbildung zum Graveur und Ziseleur.
Im Jahr 1896 übersiedelten seine Eltern nach Dornbach. An der dortigen Kirche wirkte er als Organist und begann sakrale Werke und Kompositionen für Chöre zu komponieren, bis er seine Liebe zum „Wienerischen“ entdeckte.
Ab 1909 war er Bahnbeamter und besuchte neben der Handelsschule die Musikschule Kaiser, wo er Gesang, Musiktheorie und Komposition studierte. Die Ausbildung finanzierte er sich durch abendliche Auftritte als Klavierbegleiter bei Volkssängern. Er war Regens chori an der Pfarrkirche in Dornbach. Später wurde er Chormeister unter anderem beim Männergesangsverein Hernalser Sängerbund.
Der österreichische Volksmusiksänger Kurt Girk (1932–2019) sang seine Kompositionen und bezeichnete einige als seine schönsten Lieder.
Er erhielt ein ehrenhalber gewidmetes Grab auf dem Dornbacher Friedhof (Gruppe 13, Reihe 8, Nummer 27) sowie eine Gedenktafel mit Büste an der Ottakringer Straße 19 im 16. Bezirk. Die Fiebrichgasse im 22. Bezirk ist nach ihm benannt.

## Werke

### Wienerlieder
- Das Weanalied, op. 56[1][2]
- Drauß’t in Nußdorf[1]
- Das „silberne Kanderl“, op. 389[1][2]
- Dem Herrgott sei Masterstuck, op. 68[1][2]
- In der Faßbindergass’n, op. 264[1][2]
- O du lieber, alter Steffel[1]
- Dort, wo die Geigen singen[1]
- A süaßer Tram, op. 321[1][2]
- Ich grüss’ den Rathausmann, das Risenrad[2]
- Weana Bleamerln, op. 95[2]
- Alt–Wiener Bilder, op. 186[2]
- Das größte Glück, op. 255[2]
- I’ kann nix dafür, op. 327[2]

### Sonstiges
Märsche, Walzer, Chöre, Kirchenmusik und Orchesterwerke